# Karl von Witzendorff

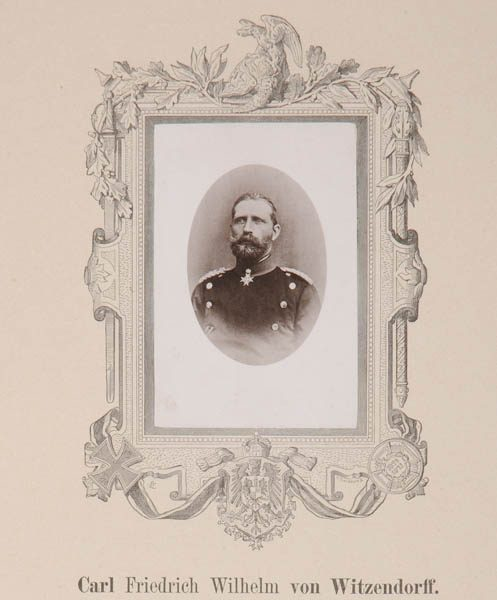
Karl Friedrich Wilhelm von Witzendorff (1824–1891)

Karl Friedrich Wilhelm von Witzendorff (* 28. April 1824 in Scharnebeck; † 23. März 1891 in Göttingen) war ein preußischer General der Kavallerie.

## Leben

### Herkunft
Karl war das sechste von elf Kindern des hannoverschen Oberhauptmanns und Herrn auf Wiebendorf Peter von Witzendorff (1778–1857) und dessen Ehefrau Charlotte, geborene von Spörcken (1788–1866) aus dem Hause Lüdersburg. Sein jüngerer Bruder Ernst (1828–1896) wurde mecklenburgischer Kammerdirektor.

### Militärkarriere
Nach dem Besuch des Gymnasiums in Salzwedel und des Pädagogium in Putbus trat Witzendorff am 1. Juni 1841 in die 3. Eskadron des 8. Ulanen-Regiments der Preußischen Armee in Trier ein. Bis Ende Oktober 1842 avancierte er zum Sekondeleutnant und absolvierte zur weiteren Ausbildung mit Unterbrechungen von Oktober 1846 bis September 1851 die Allgemeine Kriegsschule. In Begleitung von drei Ulanen gelang es ihm im Mai 1849 die revolutionären Unruhen in Prüm zu beenden und dafür erhielt Witzendorff den Roten Adlerorden IV. Klasse mit Schwertern. Nach Beendigung seiner Studien war er von Ende Juli 1852 bis Ende Mai 1853 als Regimentsadjutant tätig. Anschließend folgten Kommandierungen zur Topographischen Abteilung sowie zum Großen Generalstab und die zwischenzeitlichen Beförderung zum Premierleutnant. Daran schloss sich am 30. Oktober 1855 als Hauptmann die Versetzung zum Generalstab des I. Armee-Korps an. Ab Ende April 1856 war er als Vermessungsdirigent der Topographischen Abteilung im Großen Generalstab tätig, wurde am 3. März 1859 dem Generalstab der Armee aggregiert und zum persönlichen Adjutanten des Prinzen Friedrich Karl von Preußen ernannt. Mitte Juli 1859 stieg er zum Major auf und wurde im Dezember 1859 unter Belassung in seiner Stellung à la suite des Generalstabes der Armee gestellt. Kurzzeitig war Witzendorff im Juli 1863 als Führer der 4. Eskadron zum 1. Garde-Dragoner-Regiment sowie im Dezember 1863 in das Hauptquartier des sächsischen Generalleutnants von Hake kommandiert. Mitte Januar 1864 trat er in den Stab des Prinzen zurück und nahm im gleichen Jahr während des Krieges gegen Dänemark an den Kämpfen bei Missunde und Wilhoi sowie dem Sturm auf die Düppeler Schanzen teil. Der Übergang nach Alsen erfolgte nach seinen Planungen mit Billigung Moltkes. Für sein Verhalten erhielt Witzendorff neben dem Kronenorden und dem Roten Adlerorden III. Klasse mit Schwertern das Mecklenburgische Militärverdienstkreuz II. Klasse und den Orden der Eisernen Krone II. Klasse mit Kriegsdekoration.
Kurz vor dem Waffenstillstand wurde Witzendorff am 16. Juni 1864 unter Stellung à la suite des 1. Garde-Dragoner-Regiments zum Direktor der Militärreitschule in Schwedt/Oder ernannt. In dieser Stellung leitete er umwälzende Neuerungen auf dem Gebiet der reiterlichen Ausbildung ein, stieg Ende Juni 1864 zum Oberstleutnant auf und erhielt Anfang Januar 1866 den Rang und die Gebührnisses eines Regimentskommandeurs. Bei der Mobilmachung anlässlich des Krieges gegen Österreich wurde Witzendorff 1866 zum Chef des Generalstabes des Kavalleriekorps der 1. Armee unter Albrecht von Preußen ernannt. Er nahm an den Kämpfen bei Münchengrätz und Gitschin teil, konnte sich besonders in der Schlacht bei Königgrätz bewähren und wurde dafür mit dem Orden Pour le Mérite ausgezeichnet.
Nach dem Friedensschluss erfolgte am 17. September 1866 seine Ernennung zum Kommandeur des 2. Westfälischen Husaren-Regiments Nr. 11 in Lüneburg sowie am 31. Dezember 1866 mit Patent vom 30. Oktober 1866 die Beförderung zum Oberst. Als solcher war er im September 1869 zu denen bei Schweinfurt stattfindenden Manövern eines kombinierten bayerischen Armeekorps kommandiert. Ende November 1869 gab er sein Regiment ab und wurde zum Chef des Generalstabes des VIII. Armee-Korps in Koblenz ernannt. In dieser Stellung nahm er 1870/71 während des Krieges gegen Frankreich unter von Goeben an den Schlachten bei Spichern, Vionville, Gravelotte, Amiens, an der Hallue, Bapaume und Saint-Quentin sowie den Belegerungen von Metz und Péronne teil. In Würdigung seiner Verdienste erhielt er neben beiden Klassen des Eisernen Kreuzes auch das Eichenlaub zum Orden Pour le Mérite.
Am 4. April 1871 erhielt Witzendorff den Rang und die Gebührnisse eines Brigadekommandeurs, wurde nach dem Frieden von Frankfurt am 24. Juni 1871 unter Stellung à la suite des Generalstabes zum Chef des Militärreitinstituts in Hannover ernannt und Mitte August 1871 zum Generalmajor befördert. Auf seinen Vorschlag hin wurde das Institut in eine Offizierreitschule und eine Kavallerieunteroffizierschule geteilt. Unter seiner Leitung gestaltete sich die Kavallerieausbildung nach einem einheitlichen System. Auch wirkte er als Mitglied einer Kommission, die aufgrund der Erfahrungen des Feldzuges gegen Frankreich Vorschläge zur Änderung der Vorschriften für die Kavallerie erarbeitete. Im August/September 1872 weilte Witzendorff auf Einladung der englischen Regierung bei den Truppenübungen bei Salisbury. 1874/75 war er während der Herbstübungen als Führer von dazu gebildeten Kavalleriedivisionen kommandiert. Am 2. Januar 1876 wurde Witzendorff zunächst mit der Führung der Kavalleriedivision des XV. Armee-Korps beauftragt und am 21. November 1876 unter Beförderung zum Generalleutnant zum Kommandeur dieser Division ernannt. Daran schloss sich vom 17. April 1879 bis zum 14. April 1882 eine Verwendung als Kommandeur der 14. Division in Düsseldorf an. Anschließend beauftragte man ihn mit der Führung des VII. Armee-Korps. Er wurde Anfang Mai 1882 mit dem Großkreuz des Hausordens der Wendischen Krone ausgezeichnet, am 23. November 1882 zum Kommandierenden General ernannt sowie am 20. September 1884 zum General der Kavallerie befördert. Krankheitsbedingt musste er 1886 einen achtwöchigen Urlaub nehmen. In Würdigung seiner langjährigen Verdienste wurde ihm anlässlich des Ordensfestes im Januar 1887 das Großkreuz des Roten Adlerordens mit Eichenlaub und Schwertern am Ringe verliehen. Nach dem Regierungsantritt von Kaiser Wilhelm II. verschlechterte sich sein Gesundheitszustand aufgrund eines nicht diagnostizierten Nierenleidens wieder und Witzendorff sah sich gezwungen seinen Abschied einzureichen. Er wurde daraufhin unter Stellung à la suite des 2. Westfälischen Husaren-Regiments Nr. 11 am 7. August 1888 mit Pension zur Disposition gestellt.
Er verstarb am 23. März 1891 an den Folgen einer Operation in Göttingen.

### Familie
Witzendorff hatte sich am 15. November 1859 in Striese mit Elise von Rehdiger (1829–1892) verheiratet. Aus der Ehe ging der Sohn Hans (* 1863) sowie die Töchter Charlotte (1868–1935), die am 21. Juni 1888 den späteren preußischen Generalmajor Walter Rabe von Pappenheim (1862–1941) heiratete und Eleonore (* 1869) hervor. Der Sohn war preußischer Oberstleutnant, der durch Namensvereinigung mit Diplom vom 2. März 1914, gebunden an den Besitz des Rittergutes Striese, die Linie Witzendorff-Rehdiger begründete.